# Bob Denard
Pour les articles homonymes, voir Denard.
Robert Denard, dit Bob Denard, né le 7 avril 1929 à Bordeaux et mort le 13 octobre 2007 à Pontault-Combault en Seine-et-Marne,, est un mercenaire français. Il est impliqué dans de nombreux coups d'État en Afrique de la période des indépendances vers 1960 jusqu'en 1995.

## Biographie

### Un mercenaire anticommuniste
Né à Bordeaux, en Gironde, Robert Denard est le fils de Léonce Denard, militaire dans les troupes coloniales. À 16 ans, en octobre 1945, il s'engage dans la Marine et rejoint l'école des apprentis mécaniciens de Saint-Mandrier-sur-Mer (Var). Breveté matelot mécanicien, il part ensuite comme volontaire pour l'Indochine en tant que matelot seconde classe. Il passe de la spécialité de mécanicien à celle de fusilier marin, dans des circonstances qui restent inconnues. Devenu quartier-maître dans les fusiliers marins en Indochine, il quitte l'armée en 1952 après une altercation dans un bar et accepte une place de conducteur d'engins et de mécanicien au Maroc. Il entre ensuite dans la police de ce pays qui est alors sous protectorat français depuis 1912. Accusé d'avoir participé à un complot pour assassiner le président du Conseil des ministres Pierre Mendès France, Bob Denard passe 18 mois en prison.
À partir des années 1960, anticommuniste convaincu, il intervient dans les tumultueux conflits post-coloniaux. Il participe à des opérations militaires impliquant des mercenaires au royaume mutawakkilite du Yémen, en Iran, au Nigeria, au Dahomey, au Gabon (où il est instructeur de la garde présidentielle), en Angola en 1975, au Cabinda en 1976, au Zaïre et aux Comores.
De 1960 à 1963, il est l'un des chefs des « affreux » de l'État du Katanga, soutenant Moïse Tshombé qui vient de déclarer l'indépendance du Katanga, une ancienne province du Congo belge, le 11 juillet 1960. Il se distingue notamment en faisant défiler tous ses officiers, qu'ils soient noirs ou blancs, dans une stricte égalité (jusque-là, les blancs passaient en premier). Le 21 janvier 1963, lors de la chute de Kolwezi et de la défaite des mercenaires, ces derniers se réfugient en Angola avec l'accord du régime portugais. Ils sont rapatriés en France où ils sont accueillis par les gendarmes.
Puis, il part d’août 1963 à la fin 1964 pour le Yémen pour le compte du MI6 avec 17 mercenaires, dont Roger Faulques et Jacques Frezier, anciens officiers parachutistes de la Légion étrangère, dans la 1re armée royaliste, financée par l'Arabie saoudite, contre les républicains soutenus par 40 000 soldats égyptiens envoyés par Nasser pendant la guerre civile du Yémen du Nord (1962-1970).
L'ensemble des mercenaires est placé sous le contrôle du colonel britannique David Smiley, ancien officier du Special Operations Executive durant la Seconde Guerre mondiale. Dans son livre Arabian Assignment, David Smiley rapporte que les mercenaires français et belges alternaient entre les théâtres yéménites et congolais, car au Congo ils avaient femmes et alcool à volonté mais étaient rarement payés, tandis qu’au Yémen ils étaient rémunérés mais privés de femmes et d’alcool.
Bob Denard revient fin 1964 dans l'ex-Congo belge, à la tête du 1er choc qu'il met sur pied le 22 février 1965. En recrutant des mercenaires européens ainsi que des Katangais, il forme une petite troupe qui prend le surnom de « Katangais ». Elle contribue à la victoire sur les rebelles communistes menés par Gbenie, Soumialot et Mulele, largement due au colonel Schramme et à son Bataillon Léopard. Jean Schramme, instructeur et commandant du « Bataillon Léopard » où il atteint le grade de colonel, décrit Bob Denard comme un lâche et un irresponsable qui n'a jamais fait partie du Bataillon Léopard. Ses erreurs de commandement seraient à l'origine de lourdes pertes dans les rangs des mercenaires qu'il dirigeait.
Il est recruté en 1970 par le roi du Maroc, Hassan II, pour renverser le régime de Mouammar Kadhafi en Libye. Deux cents hommes acheminés de Sicile préparent un débarquement sur les côtes libyennes mais l'opération est soudainement annulée par Rabat.
Denard intervient de nouveau pour le MI6 et le SDECE en Angola en 1975 avec l'UNITA de Jonas Savimbi.

### L'homme fort des Comores
Denard intervient une première fois dans le tout nouveau État comorien qui, à la suite de la consultation du 22 décembre 1974 sur l'indépendance des Comores organisée par le président Giscard d'Estaing, proclame unilatéralement son indépendance le 6 juillet 1975. Il intervient en septembre 1975 pour consolider le coup d'État d'Ali Soilih en arrêtant le président Ahmed Abdallah.
En janvier 1977, il échoue dans une tentative de coup d'État destinée à renverser le régime de la République populaire du Bénin. Il est ensuite pressenti en 1977 pour déstabiliser le régime de James Mancham aux Seychelles.
La même année, lors d'une rencontre avec Ahmed Abdallah, réfugié en Afrique du Sud, au renversement duquel il avait participé, Bob Denard propose de l'aider à retrouver son fauteuil de président, avec le feu vert des puissances concernées. Le plan initial prévoit d'utiliser un appareil sud-africain décollant de Rhodésie, mais doit être abandonné en raison du refus du Mozambique de laisser utiliser son espace aérien.
Le 13 mai 1978, Bob Denard débarque aux Comores à bord d'un ancien navire océanographique avec 43 hommes pour renverser le régime marxiste révolutionnaire de Soilih et rétablit Ahmed Abdallah au pouvoir : c'est l'opération Atlantide.
Le navire est un ancien chalutier breton rebaptisé l'Antinéa, les armes emportées sont des fusils à pompe ou semi-automatique de calibre 12, très efficaces pour le combat rapproché. Le débarquement est réussi, et les mercenaires se divisent en plusieurs groupes afin d'occuper les lieux stratégiques de la capitale, Moroni. Quelques soldats ennemis périssent durant l'assaut, ainsi que des agents de la police secrète qui traquaient les opposants au régime, soit sept tués. Les mercenaires français ne déplorent aucun tué.
Ali Soilih est tué par balles par une sentinelle comorienne le 29 mai 1978 à l'issue de ce qui est présenté comme une tentative d'évasion.

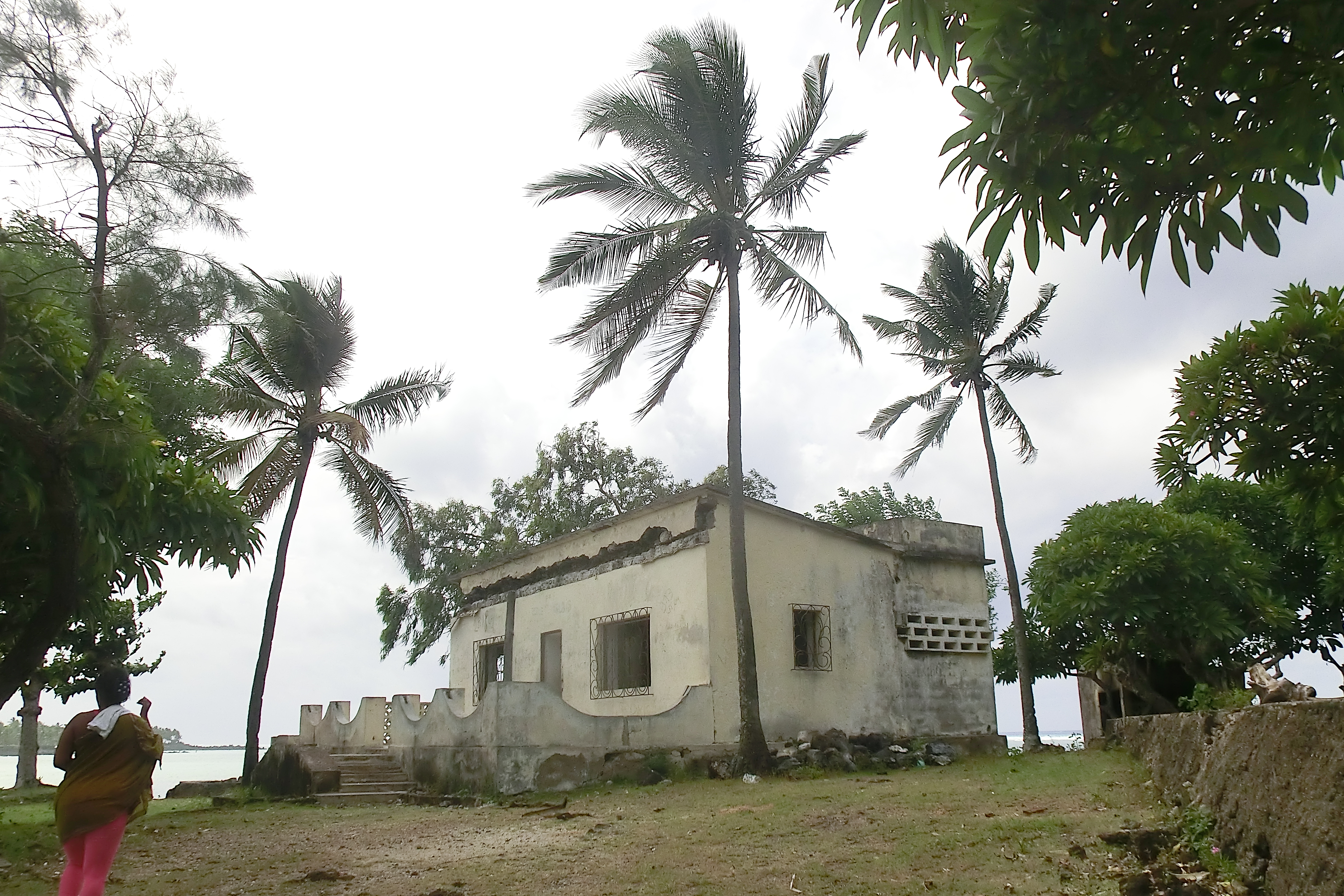
Bungalow de Bob Denard au bord de la plage aux Comores.

Bob Denard s'occupe dès lors d'organiser une garde présidentielle forte de 600 soldats comoriens encadrés par une poignée d'officiers européens, comme Richard Rouget, alias colonel Sanders ou Max Vieillard alias Servadac. Cette unité entre en concurrence avec les forces armées comoriennes. Il se marie sur place, se convertit à l'islam sous le nom de Saïd Moustapha M'Hadjou (parfois orthographié Mahdjoub ou Mhadjou), s'occupe de développement (construction de routes, ferme de 600 ha à Sangali, etc.). Son autorité est alors incontestée. Il se tourne également résolument en direction de l'Afrique du Sud pour trouver le soutien, notamment financier, dont il a besoin. La république fédérale islamique des Comores devient le centre d'un réseau parallèle qui permet à l'Afrique du Sud, sous embargo international, de se fournir en armes. Elle sert également de base logistique à l'Afrique du Sud pour ses opérations militaires contre les pays africains qui lui sont hostiles : le Mozambique et l'Angola. De son côté, le régime de l'apartheid règle depuis 1989 les soldes des membres de la Garde présidentielle.
Jusqu'à la mort d'Abdallah, dont il est chargé de la sécurité, et même si ses apparitions publiques se font très rares après 1985, Denard joue en coulisses un rôle considérable dans la vie publique comorienne. Il est surnommé le « vice-roi des Comores » et règne de facto pendant 10 ans sur l'archipel.
Avec le soutien de l'Afrique du Sud, il forme un corps de mercenaires appelé à intervenir à la demande de Pretoria ou de Paris. Celui-ci est déployé seulement au Tchad, de 1981 à 1982, pour appuyer la rébellion de Hissène Habré contre le président pro-libyen Goukouni Oueddei.
En 1989, Ahmed Abdallah signe un décret donnant l'ordre à la Garde présidentielle, dirigée par Denard, de désarmer les forces armées pour cause de coup d'État probable[réf. nécessaire]. Quelques instants après la signature du décret, un officier des forces armées serait entré dans le bureau du président Abdallah et l'aurait abattu, blessant également Bob Denard. Blessé, impopulaire et accusé de meurtre, il négocie son départ pour l'Afrique du Sud par l'intermédiaire de l'homme d'affaires Jean-Yves Ollivier et de Saïd Hillali.
Dans la nuit du 27 au 28 septembre 1995, Denard renverse le nouveau président comorien Saïd Mohamed Djohar (élu en 1990) avec une trentaine d'hommes débarqués en Zodiac avec son protégé Sauveur Farina, tireur d'élite, ainsi que le lieutenant Christophe Blancher, son pilote privé arrivé quelques heures plus tôt. Bob Denard ouvre aux journalistes le vieil aéroport de Moroni et son camp retranché de Kangani pour éviter l'intervention de 600 hommes des forces françaises (GIGN, commandos Marine de Djibouti, 2e RPIMa). Cerné, il négocie une amnistie pour les insurgés avant sa reddition et la préparation de son procès.

### Participation au génocide du Rwanda
Contacté par le gouvernement [[hutu]] du [[Rwanda]] en 1994, malgré les réserves de la DGSE qui tente de le dissuader d'intervenir dans le camp du génocide, Bob Denard dépêche des hommes pour certaines missions. Si ses agissements restent assez méconnus, il reçoit au moins un versement de plus d’un million de francs par chèque bancaire de la BNP,.
De retour en métropole, il se retire dans le Médoc, où il rêve de construire, sur le terrain familial de la commune de Grayan-et-l'Hôpital, un musée de la décolonisation. En 1999, Bob Denard s'installe à Chennevières-sur-Marne (dans le Val-de-Marne). Il s'y remarie le 21 mai 2005.
Il doit cependant faire face à de nombreuses procédures judiciaires ainsi qu'à des ennuis d'argent et de santé.
Plusieurs journalistes essayent de le rencontrer quelques années avant sa mort, pour lui demander des informations sur sa vie, afin d'en faire un livre. Au début, il refuse de les voir, estimant être capable de rédiger seul ses mémoires, dans lesquels il promet de nombreuses révélations. Mais il est progressivement gagné par la maladie d'Alzheimer, qui rend confuse sa mémoire sur les événements passés.
Il meurt le 13 octobre 2007 d'un arrêt cardiaque, emportant avec lui une partie de ses secrets. Il est inhumé au cimetière de Grayan-et-l'Hôpital, en Gironde.

## Procédures judiciaires
Inculpé pour assassinat à l'encontre d'Ahmed Abdallah avec son lieutenant, Dominique Malacrino, les deux hommes sont acquittés le 20 mai 1999, par un jury à la cour d'assises de Paris.
Le président des Comores, Mohamed Taki, initiateur du coup d’État contre le président Abdallah, son ancien allié politique, fait toutefois savoir qu'il refuse que Bob Denard rentre au pays. Mais le 6 novembre 1998, il meurt dans d'étranges circonstances. La famille crie à l'empoisonnement et demande une autopsie. Rapidement, l'affaire est étouffée et l'autopsie oubliée[réf. nécessaire]. Mohamed Taki est officiellement décédé de mort naturelle.
En 2001, Guido Papalia, procureur de la ville de Vérone, au Nord-Est de l'Italie, poursuit Bob Denard pour avoir tenté de recruter des mercenaires dans les milieux de l'extrême droite italienne afin de renverser le colonel Azali Assoumani qui s'opposait aussi à son retour. Bob Denard est jugé à partir du 21 février 2006. L'avocat Elie Hatem lui est commis d'office. De mauvaises affaires, comme l'achat d'un garage Citroën à Lesparre dans les années 1980, et le coût des procédures, entraînent des difficultés. Son nouvel avocat affirme même que les problèmes d'argent du vieux « corsaire de la République », comme il s'est autoproclamé, pouvaient compromettre sa stratégie de défense : « J'ai été commis d'office dans ce dossier, et M. Denard bénéficie de l'aide juridictionnelle », confie Élie, qui ne cache pas une réelle proximité, affective et idéologique, avec l'ancien mercenaire. Bob Denard n'aurait prétendument vécu « que de 250 euros par mois » : retraite due à ses états de service pendant la guerre d'Indochine. Il est déclaré inapte à comparaître à la suite d'une expertise médicale confirmant sa maladie d'Alzheimer (il se présente néanmoins une fois). À l'issue du procès, le tribunal correctionnel de Paris le condamne en première instance à 5 ans de prison avec sursis le 20 juin 2006. Le 6 juillet 2007, il est finalement condamné en appel à quatre ans d'emprisonnement, dont trois avec sursis (sentence jamais exécutée à la suite de son décès).

## Décorations françaises et étrangères
- Croix de guerre des Théâtres d'opérations extérieurs
- Croix du combattant
- Médaille coloniale avec agrafe « Extrême-Orient »
- Médaille commémorative de la campagne d'Indochine
- Médaille commémorative des opérations de sécurité et de maintien de l'ordre
- Médaille des blessés de guerre avec 2 étoiles rouges
- Chevalier de l'ordre du Ouissam alaouite (Maroc)
- Grand Officier de l'Ordre royal de l'Étoile d'Anjouan des Comores
- Officier de l'Ordre national de la Côte d'Ivoire
- Officier de l'Ordre national du Zaïre
- Chevalier de l'Ordre du Dragon d'Anamm
- Chevalier de l'ordre du Mérite congolais
- Chevalier du Mérite agricole de la République Centrafricaine
- Croix de la Bravoure du Zaïre avec palmes
- Croix du mérite militaire du Tchad

Bob Denard arborait l'insigne du brevet parachutiste français, bien qu'il ne fût pas breveté. Dans sa biographie, un autre mercenaire l'ayant côtoyé relate un échange où il lui en fait la remarque. Sa réponse fut « ce qui compte c'est d'avoir l'esprit para ».

## Convictions religieuses
Élevé dans le catholicisme, Denard se convertit au judaïsme au Maroc, à l'islam aux Comores, puis revient au catholicisme. Ses funérailles ont lieu en France, en l'église Saint-François-Xavier de Paris[réf. nécessaire].

## Ouvrage
- Bob Denard, Corsaire de la République, Fixot, 1998, 436 p. (ISBN 978-2-8764-5215-2)
- Katia Denard, Si on te demande, tu diras que tu ne sais pas, Mon Père, Bob Denard, récit., Anne Carrière, 2011, 217 p. (ISBN 978-2-84337-455-5)

## Dans la culture populaire

### Représentations en fiction
- Dans le tome 6 de la bande dessinée Wayne Shelton, on trouve un personnage nommé Fred Ménard, clairement inspiré de Denard : avec un passé de mercenaire criminel, Ménard affirme n'avoir qu'une retraite misérable pour vivre[31].
- Thomas Vincent, Mister Bob, téléfilm avec Clovis Cornillac (Fr., 2011, 105 min).
- Olivier Jouvray et Lilas Cognet, Bob Denard, le dernier mercenaire (bande dessinée), Glénat, 2021, 144 p.  (ISBN 978-2344034484).

### Documentaires
- Bob Denard, profession mercenaire, de Thomas Risch, production Doc en Stock.
- Bob Denard, le sultan blanc des Comores, de Laurent Boullard (2012, 52 minutes).
- Bob Denard, mercenaire de la République, de Gaël Mocaër (FR, 2022, 69 min) ; diffusé le 11 juin 2023 sur France 5.